# سلم آل حسن (السوادية)

تعديل مصدري - تعديل

سلم آل حسن هي إحدى قرى عزلة ال حسن بمديرية السوادية التابعة لمحافظة البيضاء، بلغ تعداد سكانها 608 نسمة حسب تعداد اليمن لعام 2004.